# Thionine

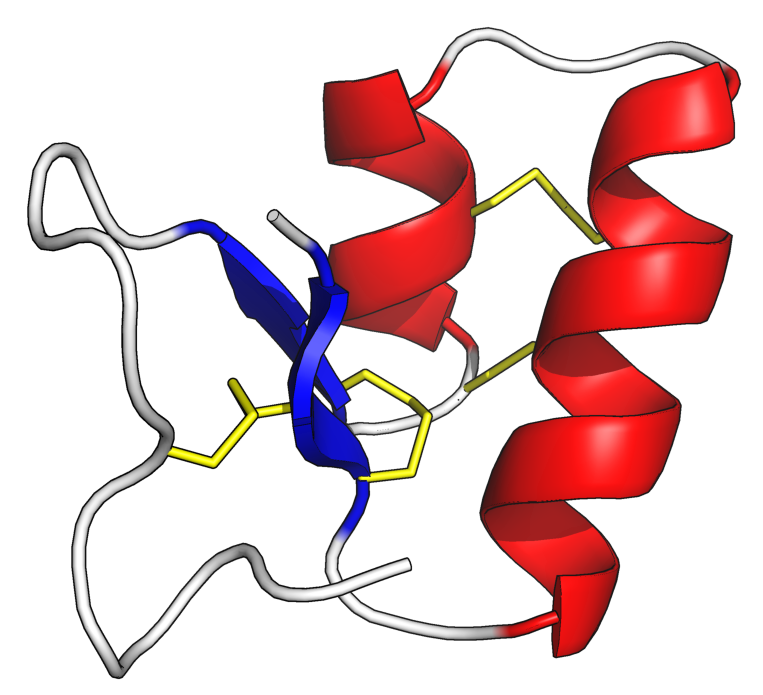
Weizen-β-Purothionin

Thionine sind eine Proteinfamilie, die in höheren Pflanzen zur Abwehr von Fressfeinden vorkommt.

## Eigenschaften
Thionine sind kleine Proteine von 45 bis 48 Aminosäuren mit drei bis vier Disulfidbrücken (gebildet aus je zwei peptidisch gebundenen Cystein-Einheiten). Sie werden in drei Gruppen unterteilt, von denen die Gruppen α und β homolog zueinander sind. γ-Thionine werden auch als Pflanzen-Defensine bezeichnet. Thionine kommen gehäuft in den Samen vor. Thionine sind zytotoxisch für tierische, pilzige, und bakterielle Zellen, vermutlich durch einen Mechanismus ähnlich dem der porenbildenden Toxine. Die Poren führen zu einem Zusammenbruch der Ionengradienten an der Zellmembran und zu einem Auslaufen des Zytosols.
Das Protein Crambin aus Crambe abyssinica und die Viscotoxine der Mistel sind Thionine.
Die Datenbank PhytAMP führt Thionine.

## Anwendungen
Thionine werden zur Behandlung von bakteriellen Infektionen und Krebs untersucht.